# Udea washingtonalis
Udea washingtonalis là một loài bướm đêm trong họ Crambidae.